# Lydia Wahlström
Lydia Wahlström (Lundby, Västmanland, 28 de junho de 1869 - Estocolmo, 2 de junho de 1954) foi uma  escritora e historiadora sueca.

Notabilizou-se pela sua atividade no movimento pelo direito ao voto (rösträttsrörelsen) e no debate político sobre o papel e direitos da mulher (kvinnopolitiska debatten).
 
A sua obra mais conhecida é Den svenska kvinnorörelsen (1933).

Lydia Wahlström era uma mulher conservadora, mas abandononou o seu partido por estar em desacordo no que referia às questões da mulher.